# Астрахань (линейный корабль, 1736)
«А́страхань» — парусный линейный корабль Балтийского флота Российской империи, участник русско-шведской войны 1741—1743 годов.

## Описание судна
Представитель серии парусных 54-пушечных линейных кораблей типа «Пётр II», строившихся с 1724 по 1768 год на верфях Архангельска и Санкт-Петербурга. Всего в рамках серии было построено девятнадцать линейных кораблей.
Длина корабля составляла 43,6 метра, ширина — 11,6 метра, а осадка — 5,1 метра. Вооружение судна составляли 54 орудия, включавшие восемнадцати-, восьми- и четырёхфунтовые пушки, а экипаж состоял из 440 человек.

## История службы
Линейный корабль «Астрахань» был заложен в Санкт-Петербургском адмиралтействе 10 (21) сентября 1734 года и после спуска на воду 1 (12) октября 1736 года вошёл в состав Балтийского флота России. Строительство вёл действительный корабельный мастер майорского ранга Г. А. Окунев.
В 1737 году в составе кронштадтской эскадры выходил в плавание до Ревеля с целью испытания морских качеств трёх новопостроенных кораблей. В 1739 году выходил в практические плавания в составе эскадр в Балтийское море и Финский залив, в том числе ходил до Красной горки. 
Принимал участие в русско-шведской войне 1741—1743 годов. С июня по август 1741 года находился в составе эскадры, стоявшей на Кронштадтском рейде, и использовался для обучения экипажа. С мая по сентябрь следующего 1742 года выходил в крейсерские плавания в Финский залив в составе эскадры под командованием вице-адмирала З. Д. Мишукова, однако в активных боевых действиях участия не принимал. 30 апреля (11 мая) 1743 года корабль в составе эскадры контр-адмирала Я. С. Барша ушёл из Ревеля в крейсерское плавание в Финский залив, а с 7 (18) по 8 (19) июня принял участие в перестрелках с кораблями шведского флота у Гангута. После этого до 20 (31) октября продолжил участие в крейсерском плавании.
С 1744 по 1746 год и в 1748 году вновь принимал участие в практических плаваниях в Балтийском море и Финском заливе в составе эскадр. В июне и июле 1749 года находился в составе эскадры, перевозившей из Данцига в Ревель имущество русского экспедиционного корпуса.
В 1752 году корабль «Астрахань» был разобран в Кронштадте.

## Командиры корабля
Командирами линейного корабля «Астрахань» в разное время служили:
- полковник Я. С. Барш (1737 год)[8];
- капитан полковничьего ранга А. В. Дмитриев-Мамонтов (1739 год)[11];
- капитан полковничьего ранга Д. Герценберг (1741 год)[12];
- капитан полковничьего ранга Г. Сниткер (1742 год)[13];
- капитан Я. Фастиг (1743 год)[14];
- лейтенант майорского ранга С. Вышеславцев (1744—1748 годы)[15];
- лейтенант И. И. Сенявин (1749 год)[16].

### Комментарии
1. ↑  Также в серию входили линейные корабли «Пётр Второй»(головной корабль проекта), «Выборг», «Новая Надежда», «Северная Звезда», «Азов», «Святой Андрей», «Кронштадт», «Святой Пантелеймон», «Святой Исаакий», «Святой Николай», «Шлиссельбург», «Азия», два корабля «Нептунус» 1736 и 1758 годов постройки, два корабля «Город Архангельск» 1735 и 1761 годов постройки и два корабля «Варахаил» 1749 и 1752 годов постройки
2. ↑  143 фута.
3. ↑  38 футов.
4. ↑  16 футов 7 дюймов.
5. ↑  Пожалован 23 июня (4 июля) 1735 года.